# Copa de Hamburgo
La Copa de Hamburgo (en alemán: Hamburger Pokal), llamada ODDSET-Pokal por razones de patrocinio, es una de las 21 copas regionales que conforman la Copa Asociación Alemana en la que el campeón logra la clasificación a la Copa de Alemania, el torneo de copa más importante de Alemania.

## Historia
La copa se lanzó en 1954, siendo organizada por la Asociación de Fútbol de Hamburgo (en alemán: Hamburger Fußball-Verband). Su primera edición tuvo lugar en la temporada de 1954 y se canceló tras solo dos ediciones.
El torneo permaneció inactivo, a excepción de la temporada 1973/74, hasta que fue retomado con carácter permanente en la temporada de 1981/82.

## Formato
La copa está disponible para cualquier equipo de Hamburgo que no sea profesional, o sea, que no participe en la Bundesliga de Alemania ni en la 2. Bundesliga y que al menos juegue en la décima categoría nacional y los equipos filiales no participan en la copa desde la creación de la 3. Bundesliga en 2009.
Se juega bajo el sistema de eliminación directa a partido único con la ventaja de localía para el equipo de categoría inferior. En caso de empate se juegan tiempos extra y de persistir el empate se va a los penales.
La final del torneo se juega a un partido en sede neutral y el campeón clasifica a la primera ronda de la Copa de Alemania.

## Ediciones anteriores
| Temporada | Campeón                | Finalista               | Resultado  | Sede                       | Asistencia |
| --------- | ---------------------- | ----------------------- | ---------- | -------------------------- | ---------- |
| 1954/55   | Bergedorf 85           | SC Sperber              | 2:1 n. V.  |                            |            |
| 1955/56   | Borussia Harburg       | SuS Bergedorf           | 3:1        | Billtalstadion             | 600        |
| 1957–72   | No se jugó             | No se jugó              | No se jugó | No se jugó                 | No se jugó |
| 1972/73   | SC Poppenbüttel        | Germania Schnelsen      | 2:1        | Sportplatz Landesgrenze    |            |
| 1974–81   | No se jugó             | No se jugó              | No se jugó | No se jugó                 | No se jugó |
| 1981/82   | Bergedorf 85           | FC St. Pauli            | 1:0        | Stadion Hoheluft           | 1136       |
| 1982/83   | Hummelsbütteler SV     | HEBC                    | 6:5 pen.   | Adolf-Jäger-Kampfbahn      | 3400       |
| 1983/84   | Altona 93              | FC St. Pauli            | 3:0        | Stadion Hoheluft           | 4745       |
| 1984/85   | Altona 93              | SV Lurup                | 2:0        | Stadion Hoheluft           | 2500       |
| 1985/86   | FC St. Pauli           | Holsatia Elmshorn       | 5:0        | Wilhelm-Koch-Stadion       | 1000       |
| 1986/87   | SC Concordia           | Altona 93               | 4:1        | Stadion Hoheluft           | 1100       |
| 1987/88   | Meiendorfer SV         | SC Concordia            | 1:0        | Stadion Hoheluft           | 1500       |
| 1988/89   | Altona 93              | SC Concordia            | 3:1 t.e.   | Stadion Hoheluft           | 2000       |
| 1989/90   | SC Victoria Hamburg    | VfL 93                  | 2:1 t.e.   | Sportplatz am Rothenbaum   | 2500       |
| 1990/91   | Hamburger SV Amateure  | Altona 93               | 1:0        | Stadion Hoheluft           | 1435       |
| 1991/92   | Bergedorf 85           | FC St. Pauli Amateure   | 3:2        | Stadion Hoheluft           | 3372       |
| 1992/93   | Raspo Elmshorn         | KS Polonia              | 3:1        | Stadion an der Flurstraße  | 1026       |
| 1993/94   | Altona 93              | VfL 93                  | 4:3 t.e.   | Stadion Hoheluft           | 1500       |
| 1994/95   | 1. SC Norderstedt      | FC St. Pauli II         | 5:4 pen.   | Stadion Hoheluft           | 4000       |
| 1995/96   | Hamburger SV Amateure  | SC Concordia            | 3:1 t.e.   | Stadion Hoheluft           | 1800       |
| 1996/97   | Hamburger SV Amateure  | VfL 93                  | 4:2 pen.   | Stadion Hoheluft           | 2100       |
| 1997/98   | FC St. Pauli Amateure  | SC Vorwärts-Wacker 04   | 4:0        | Stadion Hoheluft           | 2800       |
| 1998/99   | 1. SC Norderstedt      | Hamburger SV Amateure   | 2:1 t.e.   | Stadion Hoheluft           | 1446       |
| 1999/2000 | TuS Dassendorf         | SV Börnsen              | 5:1        | Adolf-Jäger-Kampfbahn      | 1200       |
| 2000/01   | FC St. Pauli Amateure  | VfL Pinneberg           | 3:1        | Adolf-Jäger-Kampfbahn      | 3300       |
| 2001/02   | USC Paloma             | SC Victoria Hamburg     | 4:3 t.e.   | Stadion Hammer Park        | 3000       |
| 2002/03   | Bergedorf 85           | FC St. Pauli Amateure   | 2:1        | Stadion Hoheluft           | 4600       |
| 2003/04   | FC St. Pauli           | Bergedorf 85            | 2:0        | Stadion Hoheluft           | 7072       |
| 2004/05   | FC St. Pauli           | SV Halstenbek-Rellingen | 2:1        | Stadion Hoheluft           | 6717       |
| 2005/06   | FC St. Pauli           | Meiendorfer SV          | 7:0        | Stadion Hoheluft           | 5531       |
| 2006/07   | SC Victoria Hamburg    | VfL 93                  | 1:0        | Stadion Hoheluft           | 1982       |
| 2007/08   | FC St. Pauli II        | Bergedorf 85            | 1:0        | Stadion Hoheluft           | 1819       |
| 2008/09   | SC Concordia           | Altona 93               | 2:1        | Millerntor-Stadion         | 2934       |
| 2009/10   | SC Victoria Hamburg    | SV Halstenbek-Rellingen | 1:0        | Stadion Hoheluft           | 1683       |
| 2010/11   | Eimsbütteler TV        | SC Vorwärts-Wacker 04   | 1:0        | Stadion Hoheluft           | 3360       |
| 2011/12   | SC Victoria Hamburg    | Germania Schnelsen      | 2:1        | Stadion Hoheluft           | 4443       |
| 2012/13   | SC Victoria Hamburg    | FC Elmshorn             | 2:1 t.e.   | Stadion Hoheluft           | 4044       |
| 2013/14   | USC Paloma             | SC Condor               | 3:2 pen.   | Stadion Hoheluft           | 4317       |
| 2014/15   | HSV Barmbek-Uhlenhorst | SC Condor               | 2:0        | Stadion Hoheluft           | 4700       |
| 2015/16   | Eintracht Norderstedt  | Altona 93               | 4:1 pen.   | Stadion Hoheluft           | 4705       |
| 2016/17   | Eintracht Norderstedt  | SV Halstenbek-Rellingen | 2:1 t.e.   | Stadion Hoheluft           | 3193       |
| 2017/18   | TuS Dassendorf         | Niendorfer TSV          | 2:0        | Stadion Hoheluft           | 4183       |
| 2018/19   | TuS Dassendorf         | Eintracht Norderstedt   | 2:1        | Stadion Hoheluft           | 2936       |
| 2019/20   | Eintracht Norderstedt  | TSV Sasel               | 5:1        | Wolfgang-Meyer-Sportanlage | 0          |

## Títulos por equipo
| Club                   | Títulos | Año(s)                       | Finales |
| ---------------------- | ------- | ---------------------------- | ------- |
| Eintracht Norderstedt  | 5       | 1995, 1999, 2016, 2017, 2020 | 6       |
| SC Victoria Hamburg    | 5       | 1990, 2007, 2010, 2012, 2013 | 6       |
| Altona 93              | 4       | 1984, 1985, 1989, 1994       | 8       |
| FC St. Pauli           | 4       | 1986, 2004, 2005, 2006       | 8       |
| Bergedorf 85           | 4       | 1955, 1982, 1992, 2003       | 6       |
| Hamburger SV II        | 3       | 1991, 1996, 1997             | 4       |
| TuS Dassendorf         | 3       | 2000, 2018, 2019             | 3       |
| FC St. Pauli II        | 3       | 1998, 2001, 2008             | 4       |
| SC Concordia           | 2       | 1987, 2009                   | 5       |
| USC Paloma             | 2       | 2002, 2014                   | 2       |
| FC Elmshorn            | 1       | 1993                         | 2       |
| Meiendorfer SV         | 1       | 1988                         | 2       |
| HSV Barmbek-Uhlenhorst | 1       | 2015                         | 1       |
| Eimsbütteler TV        | 1       | 2011                         | 1       |
| Borussia Harburg       | 1       | 1956                         | 1       |
| Hummelsbütteler SV     | 1       | 1983                         | 1       |
| SC Poppenbüttel        | 1       | 1973                         | 1       |